# Leptolalax petrops
Leptolalax petrops é uma espécie de anfíbio anuro da família Megophryidae. O seu estado de conservação ainda não foi avaliado pela Lista Vermelha da UICN. Está presente no Vietname.